# Kádár István
Kádár István (Nagybánya, 1930. szeptember 7. – ) matematikus, matematikai szakíró.

## Életútja
A nagybányai Gheorghe Șincai Középiskolában érettségizett (1950), a Bolyai Tudományegyetem matematika-fizika karán szerzett tanári képesítést. Azóta Nagybányán tanított. Nyugdíjas éveit eleinte Nagybányán töltötte, majd Győrbe költözött.
Szaktanulmányait magyar nyelven a Matematikai Lapok, román nyelven a Gazeta Matematică közölte, 1977 óta e lapok szerkesztőbizottsági tagjaként is működött. Társszerkesztője volt a román nyelven megjelent Culegere de probleme pentru concursurile de matematică című kötetnek (1977), valamint a Matematica în învățămîntul gimnazial și liceal II. és VI. kötetének (1979). Ismeretterjesztő természettudományi cikkeit magyar nyelven a Bányavidéki Fáklya, pedagógiai írásait a Tanügyi Újság közölte.